# Peter Rajniak (1953)
Peter Rajniak (Palúdzka, 25 maggio 1953 – Lussemburgo, 4 febbraio 2000) è stato un cestista e allenatore di pallacanestro cecoslovacco naturalizzato lussemburghese, dal 1993 slovacco.
Era il padre di Peter Rajniak jr e Martin Rajniak.

## Carriera
Con la Cecoslovacchia ha disputato i Giochi olimpici di Mosca 1980, i Campionati mondiali del 1982 e cinque edizioni dei Campionati europei (1979, 1981, 1983, 1985, 1987).

## Palmarès

### Giocatore
- Campionato cecoslovacco: 4

Inter Bratislava: 1978-79, 1979-80, 1982-83, 1984-85

### Allenatore
- Campionato lussemburghese: 1

Racing Luxembourg: 1997-98